# ΔF508
Die Abkürzung, {\displaystyle \Delta }F508 oder in der Schreibweise ohne Sonderzeichen F508del ist die Bezeichnung einer Genmutation in der Region 7q31.2 auf dem langen Arm des menschlichen Chromosom 7, die die Krankheit Mukoviszidose (Zystische Fibrose) auslöst.
Dieses CFTR-Gen (Cystic Fibrosis Transmembrane Conductance Regulator) codiert für ein  Protein aus 1480 Aminosäuren, das einen cAMP-regulierten Chlorid-Kanal aus der Klasse der ABC-Transporter darstellt und somit in der Zellmembran für den Ionenaustausch mitverantwortlich ist.
Das Gen und die Mutation {\displaystyle \Delta }F508 wurden 1989 von F. Collins, L.C. Tsui und J. Riordan beschrieben.
Bei der Mutation {\displaystyle \Delta }F508 fehlt an der Stelle 508 die Aminosäure Phenylalanin (F im Einbuchstabencode) aufgrund einer Deletion (={\displaystyle \Delta }) von drei Nukleotiden. Als Folge wird das entstehende Protein bei der Faltung im Endoplasmatischen Retikulum nicht weiter verarbeitet, sondern mit Ubiquitin markiert und durch das Proteasom abgebaut. Dementsprechend kann man sie in die Klasse II der CFTR-Mutationen einordnen.
Erreicht das entstehende Protein dennoch die Zellmembran, so ist es im Prinzip eingeschränkt funktionsfähig.
Es gibt über 2000 weitere bekannte Mutationen des CFTR-Gens.